# Stanley Dickens

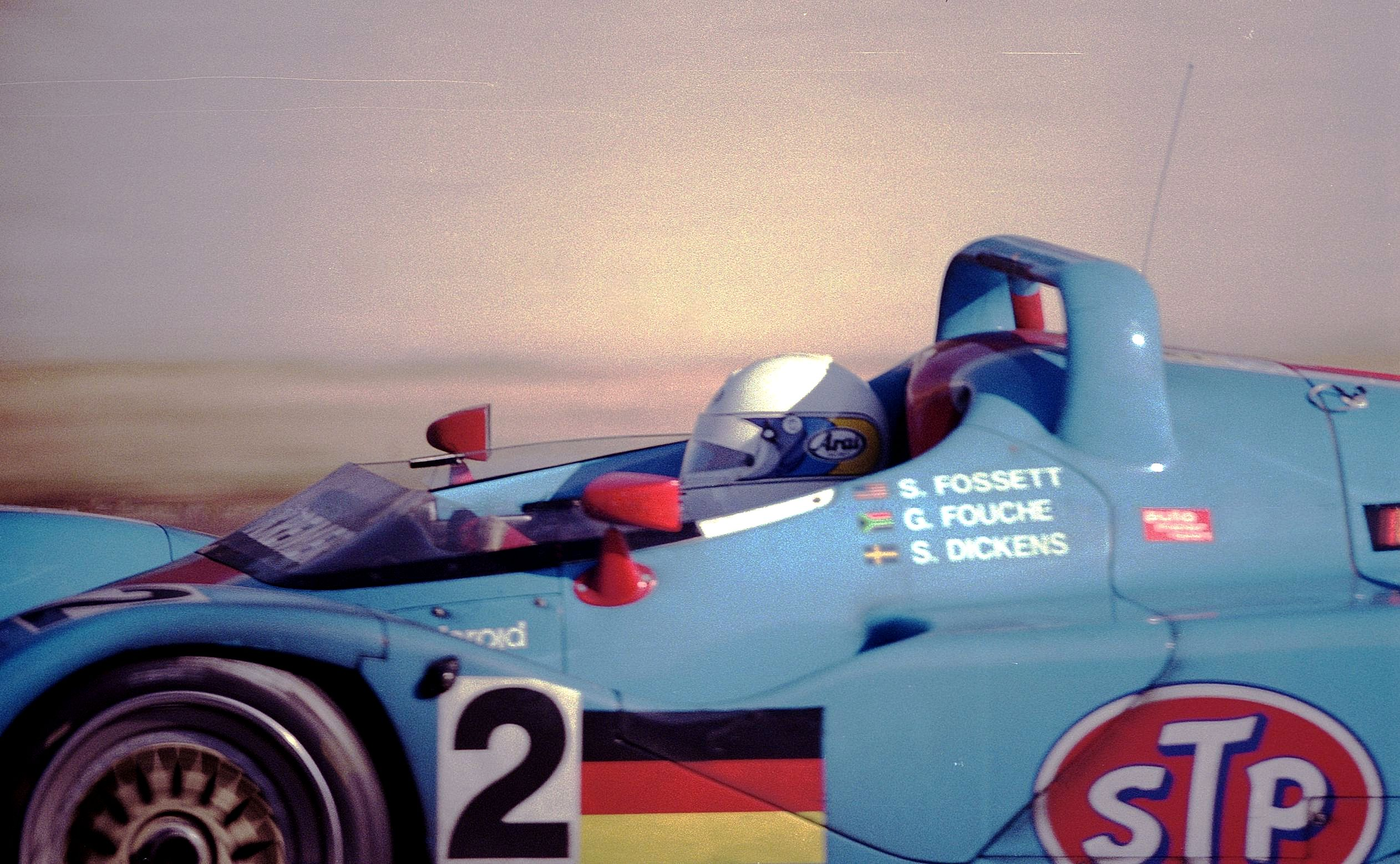
Stanley Dickens in de Kremer K8 Spyder tijdens de 24 uur van Le Mans in 1996.

Stanley Dickens (Färila, 7 mei 1952) is een Zweeds autocoureur. In 1989 won hij, samen met Jochen Mass en Manuel Reuter, de 24 uur van Le Mans.

## Carrière
Op jonge leeftijd verhuisde Dickens naar Motala, de woonplaats van de toenmalige Formule 1-coureur Reine Wisell. Wisell begeleidde Dickens in het begin van zijn autosportcarrière.
Dickens begon zijn autosportcarrière in het formuleracing in de Formule Ford, waarin hij een paar jaar actief was. Vervolgens stapte hij over naar de Formule 3. Hij reed hier in een aantal internationale races. Al snel stapte hij over naar de Sport 2000-klasse en behaalde hierin goede resultaten. In 1979 werd hij derde in het Nordic Championship en in 1981 werd hij Europees kampioen. Vervolgens stapte hij over naar de Formule 2, waarin hij actief was voor het team Horag. Teambaas Markus Hotz zou een belangrijke rol spelen in de carrière van Dickens.
In 1982 verhuisde Dickens naar Japan, waar hij deelnam aan races. In 1983 werd hij uitgenodigd om met zijn landgenoot Eje Elgh een langeafstandsrace te rijden op de Fuji Speedway en werd hierin tweede. Naar aanleiding van dit resultaat vroeg Toyota hem om als fabriekscoureur voor het merk uit te komen. Hij behaalde hier echter weinig successen en maakte een zware crash mee op het Circuit de la Sarthe. In 1985 stapte hij over naar het Duitse Team Gebhardt en vormde hier een duo met Frank Jelinski. Zij eindigden in de eerste langeafstandsrace van het seizoen 1986 op het podium. Ook wonnen zij twee races in het World Sportscar Championship op het Autodromo Nazionale Monza en de Norisring. Deze resultaten zorgden ervoor dat Dickens en Jelinski een contract konden tekenen voor Brun Motorsport, bij wie zij in een Porsche 956 gingen rijden. Zij werden tweede in de laatste race van het seizoen en zorgden ervoor dat Brun kampioen werd bij de teams.
In 1987 stapte Dickens over naar het team Joest Racing, destijds het sterkste privéteam van Porsche. Hij reed het hele seizoen voor het team en had onder meer Klaus Ludwig, Louis Krages, Hans-Joachim Stuck en Bob Wollek als teamgenoten. Hij behaalde een podiumplaats op de Norisring en eindigde in de rest van de races meestal tussen de vierde en de zesde plaats. Vanwege zijn resultaten ontving hij een FIA superlicentie en hij kreeg hiermee de ambitie om in de Formule 1 te gaan rijden, wat nooit gebeurde.
In 1988 bleef Dickens actief bij Joest Racing, maar stapte hij over naar het All-Japan Sports Prototype Championship. In een Porsche werd hij in zowel 1988 als 1989 kampioen in de klasse; in zijn eerste seizoen deelde hij de titel met Hideki Okada en in het tweede jaar met Kunimitsu Takahashi. Daarnaast behaalde hij podiumfinishes in het wereldkampioenschap en in het Amerikaans kampioenschap. In 1989 won hij voor Sauber in de Sauber-Mercedes C9 de 24 uur van Le Mans, samen met Jochen Mass en Manuel Reuter. Hij werd hiermee de eerste Zweed die deze race op zijn naam wist te schrijven.
Na zijn Le Mans-zege bleef Dickens nog tien jaar actief in de autosport, alhoewel hij wel minder races ging rijden. Hij nam voornamelijk deel aan races in de GT- en sportwagenklasses in Europa, Amerika en Japan. In 2000 behaalde hij, samen met Fredrik Ekblom, zijn laatste internationale zege in Zuid-Afrika. In 2001 werd hij teambaas van het SportsRacing Team Sweden, dat deelnam aan het FIA Sportscar Championship. Dat jaar werd het team kampioen met Thed Björk en Larry Oberto als coureurs. Door de jaren heen kwamen onder meer Mattias Andersson, Niklas Lovén, Edward Sandström, Vanina Ickx en Alx Danielsson voor het team uit.
In 2010 maakte Dickens een comeback als autocoureur in de GT3-klasse bij het team West Coast Racing in een BMW Z4. Samen met Fredrik Lestrup won hij een race op de Ring Knutstorp, en hij reed in de 12 uur van de Hungaroring samen met Richard Göransson en Lars Stugemo.